# 正心裕钱庄旧址
正心裕钱庄旧址是一座民国建筑，位于山西省晋中市太谷区明星镇古城内东大街92号。2009年8月19日，正心裕钱庄旧址被列为第二批56处太谷县文物保护单位之一